# August Kreuz
August Kreuz (* 14. Oktober 1873 in Herzhausen, Kreis Siegen; † um 1960) war ein deutscher Landwirt, Domänenverwalter und Autor mehrerer Sachbücher.

## Werdegang
Kreuz kam als Sohn des Landwirts Hermann Kreuz und der Katharina Kreuz, geborenen Schneider, zur Welt. Nach Privatunterricht und dem Besuch der Kulturbauschule in Siegen trat er 1894 in den Dienst der Preußischen Kulturbauverwaltung. 1908 wechselte er in die Verwaltung der Domäne des Herzogs von Croy in Dülmen und wurde 1917 deren Leiter. Er war Mitbegründer und Vorstandsmitglied des Verbandes Deutscher Landeskulturgenossenschaften und publizierte zur Abwasserverwertung und Teichbauwirtschaft.

## Ehrungen
- Kriegsverdienstkreuz
- Staatsehrenpreis in Silber des Preußischen Ministeriums für Landwirtschaft
- 1952: Großes Verdienstkreuz der Bundesrepublik Deutschland